# Дискография Джессики Симпсон
Дискография американской певицы Джессики Симпсон состоит из семи студийных альбомов, четырёх сборников, трёх видеоальбомов, семнадцати синглов и пятнадцати музыкальных клипов. Дебютный альбом, Sweet Kisses, выпущенный в 1999 году под лейблом Columbia Records, достиг 25-го места в американском хит-параде Billboard 200, став дважды-платиновым, согласно RIAA. Только в США было продано 1,9 миллионов копий альбома, с которого было выпущено 3 сингла. Дебютный сингл Симпсон, «I Wanna Love You Forever», достиг 3-го места в Billboard Hot 100. Самым успешным альбомом стал In This Skin, выпущенный в 2003 году и достигнувший 2-го места в Billboard 200 с продажами семи миллионов копий по всему миру.
После окончания контракта с Columbia Records, пятый студийный альбом Симпсон, A Public Affair, был выпущен в 2006 году под лейблом Epic Records и достиг пятого места в Billboard 200.
Джессика Симпсон выпустила два рождественских альбома, ReJoyce: The Christmas Album и Happy Christmas, и первый в своей карьере кантри-альбом, Do You Know. В десятку Billboard 200 вошли четыре альбома Симпсон: Irresistible (6-е место), In This Skin (2-е место), A Public Affair (5-е место) и Do You Know (4-е место).

## Альбомы

### Студийные альбомы
| Название                                                            | Детали                                                                                                 | Наивысшие позиции в чартах | Наивысшие позиции в чартах | Наивысшие позиции в чартах | Наивысшие позиции в чартах | Наивысшие позиции в чартах | Наивысшие позиции в чартах | Наивысшие позиции в чартах | Наивысшие позиции в чартах | Наивысшие позиции в чартах | Наивысшие позиции в чартах | Продажи                           | Сертификации                                                 |
| Название                                                            | Детали                                                                                                 | US                         | AUS                        | CAN                        | GER                        | IRE                        | JPN                        | NZ                         | SWE                        | SWI                        | UK                         | Продажи                           | Сертификации                                                 |
| ------------------------------------------------------------------- | --- | -------------------------- | -------------------------- | -------------------------- | -------------------------- | -------------------------- | -------------------------- | -------------------------- | -------------------------- | -------------------------- | -------------------------- | --------------------------------- | ------------------------------------------------------------ |
| Sweet Kisses                                                        | - Выпущен: 9 ноября 1999 - Лейбл: Columbia - Формат: CD, кассета, винил                                | 25                         | 52                         | 34                         | 44                         | —                          | 16                         | —                          | 55                         | 5                          | 36                         | - Мир: 4 000 000 - США: 1 900 000 | - RIAA: 2× Platinum - MC: Platinum - RIAJ: Gold              |
| Irresistible                                                        | - Выпущен: 29 мая 2001 - Лейбл: Columbia - Формат: CD, кассета, винил                                  | 6                          | 81                         | 13                         | 34                         | —                          | 24                         | —                          | —                          | 15                         | 103                        | - Мир: 3 000 000 - США: 755 000   | - RIAA: Gold - MC: Gold                                      |
| In This Skin                                                        | - Выпущен: 19 августа 2003 - Лейбл: Columbia - Формат: CD, цифровая дистрибуция                        | 2                          | 13                         | 21                         | —                          | 27                         | 89                         | 41                         | —                          | 78                         | 36                         | - Мир: 7 000 000 - США: 3 000 000 | - RIAA: 3× Platinum - ARIA: Platinum - MC: Gold - RMNZ: Gold |
| ReJoyce: The Christmas Album                                        | - Выпущен: 23 ноября 2004 - Лейбл: Columbia - Формат: CD, цифровая дистрибуция                         | 14                         | —                          | —                          | —                          | —                          | —                          | —                          | —                          | —                          | —                          | - США: 669 000                    | - RIAA: Gold                                                 |
| A Public Affair                                                     | - Выпущен: 26 августа 2006 - Лейбл: Epic - Формат: CD, цифровая дистрибуция                            | 5                          | 33                         | —                          | —                          | —                          | 32                         | 63                         | —                          | —                          | 65                         | - Мир: 1 000 000 - США: 500 000   | - RIAA: Gold - MC: Gold                                      |
| Do You Know                                                         | - Выпущен: 9 сентября 2008 - Лейбл: Epic, Columbia Nashville - Формат: CD, цифровая дистрибуция        | 4                          | 95                         | —                          | —                          | —                          | —                          | —                          | —                          | —                          | —                          | - США: 178 000                    |                                                              |
| Happy Christmas                                                     | - Выпущен: 22 ноября 2010 - Лейблы: Primary Wave, EMI, Eleveneleven - Формат: CD, цифровая дистрибуция | 123                        | —                          | —                          | —                          | —                          | —                          | —                          | —                          | —                          | —                          |                                   |                                                              |
| «—» означает, что не попал в чарт или не был выпущен в этой стране. | |                            |                            |                            |                            |                            |                            |                            |                            |                            |                            |                                   |                                                              |

### Сборники
| Название                                                            | Детали                                                                              | Наивысшие позиции в чартах | Наивысшие позиции в чартах |
| Название                                                            | Детали                                                                              | US Dance                   |                            |
| ------------------------------------------------------------------- | ----------------------------------------------------------------------------------- | -------------------------- | -------------------------- |
| This Is the Remix                                                   | - Выпущен: 2 июля 2002 - Лейбл: Columbia - Формат: CD, винил, цифровая дистрибуция  | 18                         |                            |
| A Special Christmas Collection                                      | - Выпущен: 14 сентября 2004 - Лейбл: Sony BMG - Формат: CD, цифровая дистрибуция    | —                          |                            |
| Playlist: The Very Best of Jessica Simpson                          | - Выпущен: 12 октября 2010 - Лейбл: Epic, Legacy - Формат: CD, цифровая дистрибуция | —                          |                            |
| «—» означает, что не попал в чарт или не был выпущен в этой стране. |                                                                                     |                            |                            |

### Бокс-сеты
| Название       | Детали                                                                         |
| -------------- | ------------------------------------------------------------------------------ |
| Triple Feature | - Выпущен: 17 ноября 2009 - Лейбл: Sony BMG - Формат: CD, цифровая дистрибуция |

## Синглы
| Название                                                            | Год  | Наивысшие позиции в чартах | Наивысшие позиции в чартах | Наивысшие позиции в чартах | Наивысшие позиции в чартах | Наивысшие позиции в чартах | Наивысшие позиции в чартах | Наивысшие позиции в чартах | Наивысшие позиции в чартах | Наивысшие позиции в чартах | Наивысшие позиции в чартах | Сертификации                                               | Альбом               |
| Название                                                            | Год  | US                         | AUS                        | BEL                        | CAN                        | GER                        | IRE                        | NZ                         | SWE                        | SWI                        | UK                         | Сертификации                                               | Альбом               |
| ------------------------------------------------------------------- | ---- | -------------------------- | -------------------------- | -------------------------- | -------------------------- | -------------------------- | -------------------------- | -------------------------- | -------------------------- | -------------------------- | -------------------------- | ---------------------------------------------------------- | -------------------- |
| «I Wanna Love You Forever»                                          | 1999 | 3                          | 9                          | 8                          | 9                          | 27                         | 13                         | 16                         | 5                          | 7                          | 7                          | - RIAA: Platinum - ARIA: Platinum - BEA: Gold - IFPI: Gold | Sweet Kisses         |
| «Where You Are» (при участии Ника Лаше)                             | 2000 | 62                         | —                          | —                          | 22                         | —                          | —                          | —                          | —                          | —                          | —                          |                                                            | Sweet Kisses         |
| «I Think I’m in Love with You»                                      | 2000 | 21                         | 10                         | 3                          | 14                         | 63                         | 24                         | 20                         | 47                         | 41                         | 15                         | - ARIA: Gold                                               | Sweet Kisses         |
| «Irresistible»                                                      | 2001 | 15                         | 21                         | 6                          | 16                         | 33                         | 18                         | 41                         | 17                         | 20                         | 11                         | - ARIA: Gold                                               | Irresistible         |
| «A Little Bit»                                                      | 2001 | —                          | 62                         | —                          | —                          | —                          | —                          | —                          | —                          | —                          | —                          |                                                            | Irresistible         |
| «Sweetest Sin»                                                      | 2003 | —                          | —                          | —                          | —                          | —                          | —                          | —                          | —                          | —                          | —                          |                                                            | In This Skin         |
| «With You»                                                          | 2003 | 14                         | 4                          | —                          | —                          | —                          | 11                         | 39                         | —                          | —                          | 7                          | - RIAA: Gold - ARIA: Platinum                              | In This Skin         |
| «Take My Breath Away»                                               | 2004 | 20                         | 15                         | 16                         | 10                         | —                          | —                          | —                          | 43                         | —                          | —                          | - RIAA: Gold - ARIA: Gold                                  | In This Skin         |
| «Angels»                                                            | 2004 | —                          | 27                         | —                          | —                          | —                          | —                          | —                          | —                          | —                          | —                          |                                                            | In This Skin         |
| «These Boots Are Made for Walkin’»                                  | 2005 | 14                         | 2                          | 14                         | 29                         | 17                         | 2                          | 10                         | —                          | 16                         | 4                          | - RIAA: Gold - ARIA: Platinum                              | The Dukes of Hazzard |
| «A Public Affair»                                                   | 2006 | 14                         | 17                         | —                          | 8                          | 72                         | 9                          | —                          | 36                         | —                          | 20                         | - RIAA: Gold                                               | A Public Affair      |
| «I Belong to Me»                                                    | 2006 | —                          | —                          | —                          | —                          | —                          | —                          | —                          | —                          | —                          | —                          |                                                            | A Public Affair      |
| «Come On Over»                                                      | 2008 | 65                         | —                          | —                          | 60                         | —                          | —                          | —                          | —                          | —                          | —                          |                                                            | Do You Know          |
| «Remember That»                                                     | 2008 | —                          | —                          | —                          | 88                         | —                          | —                          | —                          | —                          | —                          | —                          |                                                            | Do You Know          |
| «—» означает, что не попал в чарт или не был выпущен в этой стране. |      |                            |                            |                            |                            |                            |                            |                            |                            |                            |                            |                                                            |                      |

### Промосинглы
| «When You Told Me You Loved Me»                                     | 2002 | — | Irresistible    |
| «Who We Are»                                                        | 2010 | — | н/д             |
| «My Only Wish»                                                      | 2010 | — | Happy Christmas |
| «—» означает, что не попал в чарт или не был выпущен в этой стране. |      |   |                 |

### Другие песни, попавшие в чарты
| «Let It Snow, Let It Snow, Let It Snow»                              | 2004 | — | 20 | ReJoyce: The Christmas Album |
| «What Christmas Means to Me»                                         | 2004 | — | 8  | ReJoyce: The Christmas Album |
| «You Spin Me Round (Like a Record)»                                  | 2007 | — | —  | A Public Affair              |
| «—» означает, что не попала в чарт или не был выпущен в этой стране. |      |   |    |                              |

## Прочие появления
| Название                            | Год  | Другой исполнитель | Альбом                    |
| ----------------------------------- | ---- | ------------------ | ------------------------- |
| «Did You Ever Love Somebody»        | 1999 | н/д                | Songs from Dawson’s Creek |
| «Final Heartbreak»                  | 2000 | н/д                | Rugrats in Paris          |
| «Rockin’ Around the Christmas Tree» | 2000 | Рози О’Доннелл     | Another Rosie Christmas   |
| «Tal vez Es Amor»                   | 2001 | н/д                | Divas En Español          |
| «Part of Your World»                | 2002 | н/д                | Disneymania               |
| «A Whole New World»                 | 2005 | Ник Лаше           | Disneymania 3             |
| «Part of Your World»                | 2006 | н/д                | The Little Mermaid        |

## Видеография

### Видеоальбомы
| Название              | Детали                                                     |
| --------------------- | ---------------------------------------------------------- |
| Dream Chaser          | - Выпущен: 22 января 2002 - Лейбл: Sony - Формат: DVD, VHS |
| Sweetest Sin/With You | - Выпущен: 25 ноября 2003 - Лейбл: Sony - Формат: DVD      |
| Reality Tour Live     | - Выпущен: 23 ноября 2004 - Лейбл: Sony - Формат: DVD      |

### Музыкальные видео
| Песня                              | Год  | Режиссёр           |
| ---------------------------------- | ---- | ------------------ |
| «I Wanna Love You Forever»         | 1999 | Билли Вудрафф      |
| «Where You Are»                    | 2000 | Кевин Брэй         |
| «I Think I’m in Love with You»     | 2000 | Найджел Дик        |
| «Irresistible»                     | 2001 | Саймон Брэнд       |
| «A Little Bit»                     | 2001 | Хайп Уильямс       |
| «Irresistible (So So Def Remix)»   | 2002 | Кэмерон Кейси      |
| «Sweetest Sin»                     | 2003 | Дин Параскевопулос |
| «With You»                         | 2003 | Эллиотт Лестер     |
| «Take My Breath Away»              | 2004 | Крис Эпплбаум      |
| «Angels»                           | 2004 | Мэттью Ролстон     |
| «A Whole New World»                | 2004 | Эллиотт Лестер     |
| «These Boots Are Made for Walkin’» | 2005 | Бретт Ратнер       |
| «A Public Affair»                  | 2006 | Бретт Ратнер       |
| «I Belong to Me»                   | 2006 | Мэттью Ролстон     |
| «Come on Over»                     | 2008 | Лиз Фридлендер     |